# Liste der Kulturgüter im Verwaltungskreis Interlaken-Oberhasli
Die Liste der Kulturgüter im Verwaltungskreis Interlaken-Oberhasli enthält alle Objekte in den Gemeinden des Verwaltungskreises Interlaken-Oberhasli im Kanton Bern, die gemäss der Haager Konvention zum Schutz von Kulturgut bei bewaffneten Konflikten, dem Bundesgesetz vom 20. Juni 2014 über den Schutz der Kulturgüter bei bewaffneten Konflikten sowie der Verordnung vom 29. Oktober 2014 über den Schutz der Kulturgüter bei bewaffneten Konflikten unter Schutz stehen.

## Kulturgüterlisten der Gemeinden
- Beatenberg
- Bönigen
- Brienz
- Brienzwiler
- Därligen
- Grindelwald
- Gsteigwiler
- Gündlischwand
- Guttannen
- Habkern
- Hasliberg
- Hofstetten bei Brienz
- Innertkirchen
- Interlaken
- Iseltwald
- Lauterbrunnen
- Leissigen
- Lütschental
- Matten bei Interlaken
- Meiringen
- Niederried bei Interlaken
- Oberried am Brienzersee
- Ringgenberg
- Saxeten
- Schattenhalb
- Schwanden bei Brienz
- Unterseen
- Wilderswil